# Davines Group
Davines Group — группа компаний по производству средств для ухода за кожей и волосами. Насчитывает семь офисов: в Парме (Италия), Лондоне (Великобритания), Нью-Йорке (США), Париже (Франция), Девентере (Нидерланды), Мехико (Мексика), Гонконге. Сама же продукция представлена в 90 странах. Компания имеет три бренда: 
- Davines (рус. Давинес) — профессиональные косметические средства для волос[англ.]➤;
- Comfort Zone (стилизованно [ comfort zone ]) — средства ухода за кожей[англ.]➤;
- Skin Regimen (стилизованно /skin regimen/) — антивозрастная космецевтика.➤

Слоган Davines Group — Sustainable Beauty («Ответственная, устойчивая, рациональная красота») — отражает экологическую дружественность компании.

## Структура
| Название                                                            | Дата основания  | Адрес                                                                             | Официальный сайт                      | Работники  | Выручка, млн $    | Ист.        |
| ------------------------------------------------------------------- | --------------- | --------------------------------------------------------------------------------- | ------------------------------------- | ---------- | ----------------- | ----------- |
| Davines & [ comfort zone ] Italy (Davines SpA)                      | 1983            | Via Tommaso Ravasini 9/a Parma, 43100 Italy                                       | it.davines.com it.comfortzoneskin.com | 349 (2019) | 135.064595 (2019) | [ 3 ] [ 4 ] |
| Davines & [ comfort zone ] North Americ (Davines North America Inc) | 25 февраля 2004 | 50 W 23RD St PH, New York, NY, 10010-5273 United States                           | us.davines.com                        | 25 (2004)  | 10.18 (2004)      | [ 5 ] [ 6 ] |
| Davines France                                                      | 2006            | 28 RUE DES PETITES ECURIES, 75010, Paris 10e Arrondissement, ILE-DE-FRANCE France | fr.davines.com                        | 31         | 7.01 (2017)       | [ 7 ]       |
| Davines & [ comfort zone ] United Kingdom (Davines (UK) Limited)    | 2007            | 14 Gray's Inn Road, LONDON, WC1X 8HN United Kingdom                               | davines.com                           | 15         | 7.76 (2019)       | [ 8 ]       |
| DAVINES Mexico                                                      | 2007            | Av Colonia del Valle 420 Col del Valle Centro 03100, Ciudad de Mexico Mexico      | mx.davines.com                        |            |                   |             |
| Davines & [ comfort zone ] The Netherlands (Davines Nederland B.V.) | 2014            | Boreelplein 67/68/69, 7411 EH, Deventer, OVERIJSSEL Netherlands                   | davines.nl (недоступная ссылка)       | 15         | 4.12 (2019)       | [ 9 ]       |
| Davines & [ comfort zone ] Hong Kong (DAVINES ASIA LIMITED)         | 2016            | 5/F Yue’s house 306 Des Voeux Road Hong Kong                                      | comfortzone.hk                        |            |                   | [ 10 ]      |

## Ключевые фигуры, собственники и руководство
- Давиде Боллати (Davide Bollati) — президент Davines SpA, председатель и казначей Davines North America Inc, директор Davines (UK) Limited, управляющий партнёр Davines France.
- Паоло Брагуцци (Paolo Braguzzi) — управляющий директор Davines SpA, Davines North America Inc, директор Davines (UK) Limited.
- Стефания Боллати (Stefania Bollati) — управляющий директор Davines SpA.
- Мауро Гвардати (Mauro Guardati) — член совета директоров Davines SpA.
- Марко Массини (Marco Masini) — секретарь Davines North America Inc.
- Сандро Кестаро (Sandro Cestaro) — помощник казначея Davines North America Inc.
- Андреа Мусси (Andrea Mussi) — корпоративный секретарь Davines (UK) Limited.
- DO Phe — председатель совета директоров DAVINES SP Z O O.
- Том Коннелл (Tom Connell) — арт-директор по парикмахерскому искусству (Hair Art Director) с 2019 года, активно участвует в создании коллекций, шоу и обучающих программ Davines. Родился в Манчестере (Северо-Западная Англия), родители управляли салоном красоты. В 16 лет переехал в Лондон, где совершенствовался как стилист. В 2015 году занял должность арт-директора бренда Trevor Sorbie. Свою симпатию к Davines объяснил «сочетанием эстетики компании и социальных ценностей»[11].

## История

### Davines в Италии
Семейная итальянская коммерческая организация Davines SpA была основана семьёй аристократов Боллати в 1983 году в городе Парма, провинция Парма, Эмилия-Романья, Италия. Изначально это была исследовательская лаборатория, созданная родителями Давиде Боллати (род. 1966) и специализировавшаяся на производстве высококачественных продуктов для волос и кожи для международно признанных домов моды, таких как Fendi, La Perla и других.
В 1992 году, после окончания Гарвардского университета, Давиде Боллати стал работать в компании как химик. На тот момент в штате было 7 человек.
В 1993 году появился бренд Davines — продукты для профессионалов индустрии красоты, разработанные и произведённые в пармской штаб-квартире.
В 1996 году было основано подразделение [ comfort zone ] — косметика для спа-салонов и салонов красоты.
В 2004—2007 годах компания Davines стала международной: открылись филиалы в Лондоне, Париже, Мехико, Нью-Йорке.
В 2006 году компания Davines приступила к сокращению своего углеродного следа, снабдив производственный офис в Парме возобновляемой электроэнергией и начав компенсацию выбросов диоксида углерода (СО2) от каждой упаковки линейки Essential Haircare.
В 2010 году началось эксклюзивное сотрудничество с Анжело Семинара, который стал арт-директором Davines. Давиде Боллати сказал про Анжело: «В своей жизни я видел много парикмахеров, но найти такого как Анжело — это особенная удача, он действительно уникален. Очень творческий человек, он видит вещи, которые другие не видят. У Анжело утончённый и одновременно очень естественный вкус. И ещё он трудоголик. Я уважаю его работу. И сотрудники из лаборатории и отдела маркетинга его очень любят и уважают. Вот что я хочу про Анжело сказать — он постоянно повышает планку. Это стимулирует остальных стремиться к вершинам».
В 2015 году бренд продавался уже в 95 странах, а в компании работали сотрудники из 31 страны.
В 2016 году компания получила выдаваемую некоммерческой организацией B Lab сертификацию B Corporation, преодолев необходимый порог в 80 баллов и набрав 99.3 из 200. В 2018 и 2019 годах была включена в список «Лучшие компании для окружающей среды» по версии B Lab. В настоящее время, после повторной аккредитации в 2020 году, Davines имеет 117,4 балла.
В 2016 году в рамках стремления к снижению углеродного следа компания поставила перед собой цель увеличить количество гибридных, plug-in-гибридных и электрических корпоративных автомобилей.
В 2017 году углеродно-нейтральными стали производственный завод и штаб-квартира в Парме.
В 2018 году упаковки всех продуктов Davines стали также углеродно-нейтральными — углекислый газ, вырабатываемый при производстве упаковки, нейтрализуется за счёт проектов по восстановлению лесов; прекратилось использование ископаемых источников газа, которые были заменены на биометан и геотермальную энергию; все офисы группы стали углеродно-нейтральными. В том же году открылся новый головной офис Davines Group, расположенный на площади в 77 тысяч квадратных метров, — Davines Village. Половина территории покрыта садами, которыми занималась студия ландшафтного дизайна Del Buono Gazerwitz. Сам офис был спроектирован итальянскими дизайнерами-архитекторами Маттео Туном и Лукой Коломбо (Luca Colombo), интерьер — Моникой Синани (Monica Signani). Летом был изменён логотип Davines.
В 2019 году должность арт-директора занял Том Коннелл.
В 2020 году во время пандемии COVID-19 в Италии на предприятии Davines в Парме было запущено производство дезинфицирующего геля для рук, предназначенного для бесплатного распространения в медицинских учреждениях.

### Davines в США
Американский филиал Davines открылся в 2004 году в Нью-Йорке.
В 2015 году открылась Академия Davines в Нью-Йорке.

### Davines во Франции
Французский филиал, Davines France, открылся в 2006 году в Париже.
В 2013 году открылась Академия Davines в Париже.

### Davines в Мексике
Мексиканский филиал Davines открылся в 2007 году в Мехико.

### Davines в Великобритании
Британский филиал Davines открылся в 2007 году в Лондоне.
В 2010 году открылась Академия Davines в Лондоне.

### Davines в России
В России зарегистрированы четыре общества с ограниченной ответственностью Davines: в Краснодаре, Санкт-Петербурге, Казани, Новосибирске.
В начале апреля 2012 года открылась Академия Davines в Москве. В октябре открылся официальный интернет-магазин.
Жанна Еркаева, бьюти-эксперт, тренер-технолог бренда Давинес в Саратове, получила номинацию «Герой нашего времени» на церемонии награждения ежегодной региональной премии «Лучшие из лучших Саратовской губернии» 2 февраля 2018 года.
Осенью 2018 года Davines Russia присоединились к программе лояльности «Аэрофлот Бонус» авиакомпании «Аэрофлот».
В 2021 году программу лояльности отменили.
Вскоре был открыт Дом Davines в Москве, вместо Академии.

### Davines в Нидерландах
В 2014 году открылось нидерландское представительство Davines в Девентере.

### Davines в Германии
Филиал Davines в Германии открылся в 2013 году.

### Davines в Бельгии
Бельгийский филиал Davines открылся в 2013 году.

### Davines в Гонконге
Гонконгский филиал Davines открылся в 2016 году.

### Davines на Украине
Совместно с Davines Ukraine в 2018 году Фондом помощи детям аутистам «Дитина з майбутнім» был инициирован проект «Помогите детям аутистам получить образование в обычной школе».
В мае 2020 года, во время пандемии COVID-19 на Украине, компания Davines передала 250 фирменных санитайзеров в государственное учреждение Украинский научно-практический центр экстренной медицинской помощи и медицины катастроф Министерства здравоохранения Украины.
| Год открытия | Город   | Название | Ист.   |
| ------------ | ------- | -------- | ------ |
| 2014         | Киев    | ИРИС     | [ 34 ] |
| 2015         | Харьков | BIANCA   | [ 35 ] |
| 2015         | Киев    | Sandler  | [ 36 ] |
| 2015         | Киев    | Milfey   | [ 37 ] |

### Davines в Польше
В Польше бренд представлен компанией DAVINES SP Z O O, основанной в 2009 году.

### Davines в Казахстане
В Казахстане, г.Алматы бренд представлен компанией Almaty-hair.kz основанной в 2017 году.

## Деятельность

### Финансовые показатели
Компания «Davines SpA» (Давинес Спа) с выручкой в 135 миллионов долларов является самой доходной в Парме среди производящих продукты личной гигиены, более чем в 2,5 раза обгоняя «Cosmoproject SpA», а по всей Италии занимает 12-е место.
| Год  | Оборот, млн евро | Сотрудники | РП, млн | Разработанные формулы | Ист.   |
| ---- | ---------------- | ---------- | ------- | --------------------- | ------ |
| 2015 | 94               | 433        |         |                       | [ 41 ] |
| 2016 | 113 (▲19.3%)     | 511        | 22      | 96                    | [ 42 ] |
| 2017 | 127 (▲13.5 %)    | 571        | 22      | 100                   | [ 43 ] |
| 2018 | 147—148 (▲16 %)  | 648        |         |                       |        |
| 2019 | 163 (▲10 %)      | 709        | 28      | 58                    | [ 44 ] |

### Бренды

#### Davines
Бренд Davines охватывает шампуни, защитные и лечебные кондиционеры для волос, маски для волос, лосьоны и сыворотки для волос, спреи для волос.

#### Comfort Zone
Бренд Comfort Zone насчитывает семь линий косметики для лица:
- Active Pureness
- Essential
- Hydramemory
- Remedy
- Renight
- Skin Regimen
- Sublime Skin

Также Comfort Zone насчитывает семь линий солнцезащитной косметики для тела:
- Aromasoul
- Body Active
- Body Strategist
- Specialist
- Sun Soul
- Tranquillity™
- Water Soul

Помимо этого, к бренду относится линия органической косметики класса люкс Sacred Nature, сертифицированная в соответствии с требованиями ECOCERT.

#### Skin Regimen
|                                                                           | While we can’t change our genes, we can alter our lifestyle to protect the longevity of our skin, body and mind. |  | Хотя мы не можем изменить наши гены, мы можем изменить наш образ жизни, чтобы защитить долголетие нашей кожи, тела и разума. |  |
| Др. Клаудиа Агирре, нейробиолог, член научного комитета [ comfort zone ]. | |  | |  |

Skin Regimen стал самостоятельным брендом в 2018 году, до этого существуя в качестве линейки Comfort Zone.

### Международное сотрудничество
С целью содействия сохранению биоразнообразия Davines начал в 2014 году сотрудничество с проектом Presidia, который ведет некоммерческий фонд защиты биологического разнообразия Slow Food.
Компания Davines является партнёром Всемирного фонда дикой природы WWF, что Андрей Говаков, CEO Davines Russia, прокомментировал так: «Экологическая ответственность находится в генах нашей компании, и мы счастливы разделить вместе с фондом дикой природы стремление гармонии человека и природы». Так, в 2019 году Davines стал отчислять часть своей прибыли для проекта по сохранению и восстановлению популяции сайгаков.
В марте 2020 года международная сеть гостинец W Hotels объявила о сотрудничестве с Davines Group, пришедшей на смену бренду Bliss. В рамках коллаборации в номерах и спа-центрах будет представлена как устоявшаяся продукция, так и три эксклюзивных продукта: гель для душа Davines MOMO, крем для тела и овощное мыло /skin regimen/. Хорхе Бланко (англ. Jorge Blanco), креативный директор Davines North America, сказал следующее: «У нас много общего с брендом W Hotels, поскольку оба бренда добились успеха благодаря новаторству, и этот проект поддерживает этот подход. Мы будем рады, если эта коллаборация вдохновит других представителей индустрии взглянуть по-новому на косметические средства в номерах отелей».

### World Wide Hair Tour
World Wide Hair Tour (WWHT) — проводимое с 1996 года (ранее — раз в 18 месяцев) шоу Davines, на котором демонстрируются достижения за год и задаются главные тренды нового сезона. Каждый раз проводится в разных городах:
- 1996 — Римини;
- 1997 — Бангкок;
- 1998 — Севилья;
- 1999 — Канны;
- 2000 — Ивиса и Сингапур;
- 2001 — Санто-Доминго и Гонконг;
- 2002 — Рим;
- 2004 — Лос-Анджелес;
- 2005 — Флоренция;
- 2006 — Амстердам;
- 2007 — Барселона;
- 2009 — Венеция;
- 2010 — Берлин, 4 октября[55];
- 2012 — Майами, 8—10 января[56];
- 2013 — Париж, 26—28/29 мая;
- 2014 — Лондон, 19—21 октября[57];
- 2016 — Лос-Анджелес, театр «Орфей»[58];
- 2018 — Парма, 27—29 Мая[22];
- 2019 — Рейкьявик, «Харпа», 6—7 мая[59][60];
- 2020 — Нью-Йорк.

## Философия компании
Самое  главное — мы делаем вещи, которые нам нравятся! Это дает нам свободу создавать продукты, которые являются оригинальными, подлинными и эмоционально связанными с людьми.Давиде Боллати

### «Карта этики»
Философия компании изложена в документе под названием Carta Etica, представляющем собой кодекс корпоративного поведения, источником вдохновения для которого послужили трактаты древнегреческих философов, для которых были неразделимы понятия внешней (физической) и внутренней (добродетельной) красоты. «Карта этики», в отличие от строгого кодекса, не содержит жёстких правил и инструкций. Дэвиде Боллати в 2006 году, представляя сотрудникам компании первую «Карту этики», сказал, что «Davines не стремится стать крупнейшей компанией в мире, но она стремится быть самой красивой и, прилагая совместные усилия, самой этичной».

### Обоснованная красота
Важным вопросом в создании продукции и деятельности компании является экологичность. Принцип под названием «Обоснованная красота» выражается в минимизации влияния на окружающую среду, поддержании природных ресурсов на должном качественном и количественном уровне.

## Награды

### Swedish Beauty Awards
Продукты компании Davines несколько раз побеждали на Swedish Beauty Awards (до 2018 года — Swedish Beauty & Cosmetics Awards) — крупнейшем и престижнейшем в Швеции мероприятии в области красоты и косметики. Так, спрей с морской солью для объёмных свободных укладок Davines More Inside был признан лучшим на Swedish Beauty & Cosmetics Awards 2014. Линейка Your Hair Assistant — победитель в категории «Лучшая профессиональная стайлинговая линейка» на церемонии Swedish Beauty and Cosmetics Awards 2017 (прошедшей 20 апреля), с пометкой: «Творчески и ритуально выстроенная серия, дающая ощущение игривости. Высокий стиль и чутье».